# Astou Ndour
Astou Barro Ndour Gueye, coniugata Fall (Dakar, 22 agosto 1994), è una cestista senegalese naturalizzata spagnola, professionista nella WNBA.

## Carriera
È stata selezionata dalle San Antonio Stars al secondo giro del Draft WNBA 2014 (16ª scelta assoluta).
Con la Spagna ha disputato due edizioni dei Giochi olimpici (Rio de Janeiro 2016, Tokyo 2020), i Campionati mondiali del 2018 e ctre edizioni dei Campionati europei (2015, 2019, 2021).

## Palmarès
- Campionato WNBA: 1

Chicago Sky: 2021